# Baile da Terceira Idade
Baile da Terceira Idade é uma atividade que proporciona às pessoas acima de 60 anos momentos de descontração, encontros sociais e de relacionamentos. Culminando em momentos de lazer com atividades físicas relacionadas à dança.

## Dia do Idoso
No Brasil a data é comemorada no dia 1º de Outubro com a finalidade de valorizar o idoso, pois, a pessoa idosa, depositária de informações acumuladas, deveria ter oportunidades de ser transmissor de cultura, de tradição, de folclore, de dança, de canto, transmissor de toda memória cultural”

## O surgimento da terceira idade
Envelhecer é um processo natural, que marca uma etapa da vida do homem, e que se dá através de mudanças físicas, psicológicas e sociais. Com o avançar da idade vão ocorrendo alterações estruturais e funcionais, que são encontradas em todos os idosos, próprias do processo de envelhecimento normal.
 O surgimento da categoria ‘terceira idade’ é considerado, pela literatura especializada, uma
das maiores transformações por que passou a história da velhice. De fato, a modificação da
sensibilidade investida sobre a velhice acabou gerando uma profunda inversão dos valores a
ela atribuídos: antes entendida como decadência física e invalidez, momento de descanso e
quietude no qual imperavam a solidão e o isolamento afetivo, passa a significar o momento
do lazer, propício à realização pessoal que ficou incompleta na juventude, à criação de novos
hábitos, hobbies e habilidades e ao cultivo de laços afetivos e amorosos alternativos à família.
Laslett (1991) considera o aumento da longevidade e qualidade de vida – resultantes do avanço das tecnologias médicas – e o surgimento das aposentadorias como os dois principais fatores que, em conjunto, garantem o ingresso dos sujeitos na terceira idade.

## Atividade física na terceira idade
Na terceira idade é muito importante que aconteça uma frequente prática de atividades esportivas e atividades físicas o que tem grande benefício para a saúde e também auxiliam os idosos a terem uma melhor forma, automaticamente uma longevidade maior e ainda uma melhoria na qualidade de vida.

## Benefícios dos exercícios para a terceira idade
- Autonomia e bem-estar;
- Aumento da massa muscular e óssea;
- Redução adiposa;
- Estimulo ao metabolismo;
- Combate ao processo inflamatório;
- Melhora das capacidades funcionais;
- Bem-estar físico e psicológico;
- Estimula aspectos cognitivos (atenção, memória e percepção);
- Redução de doenças…
- E, aprimoramento das qualidades que permitem realizar com conforto e independência as atividades diárias. Além de proporcionar um melhor convívio social, melhor interação para desenvolver atividades culturais e recreativas e envolvimentos em projetos para idosos potencializando assim um envelhecimento ativo.